# 汪芫
汪芫（1978年9月17日—），中國女演員，十岁就接触娱乐圈，毕业于上海戏剧学院。

## 电视剧
- 《满汉全席》：吴喜梅
- 《铁将军阿贵》：多格格
- 《湘西恩仇》 ：潘艳春
- 《千古风流一坛醋》：长平公主
- 《星梦恋人》 ：杜晓风
- 《大栅栏》 ：仇子兰
- 《金剑雕翎》 ：金花夫人
- 《新刀马旦》 ：秀凤
- 《情怨两代人》：武晓华
- 《京城缉捕队》 ：吴苗苗